# Équipe de Biélorussie de beach soccer
L'équipe de Biélorussie de beach soccer est la sélection nationale représentant la Biélorussie dans les compétitions internationales de beach soccer.

## Histoire
Les Biélorusses sont éliminés en phase de groupes de la Coupe du monde de beach soccer 2019. Ils se qualifient pour la Coupe du monde de beach soccer 2021 mais sont également éliminés dès le premier tour.
En coupe du monde 2024, la Biélorussie réussit à atteindre le carré final mais elle est battue successivement par l'Italie au tir aux buts en demi-finale et par l'Iran en petite finale. L'année suivante, elle remporte la médaille d'argent face à l’indétrônable équipe du Brésil.